# Masayuki Yanai
| Odkryte planetoidy: 27 (wspólnie z Kazuo Watanabe) | Odkryte planetoidy: 27 (wspólnie z Kazuo Watanabe) |
| -------------------------------------------------- | -------------------------------------------------- |
| (3867) Shiretoko                                   | 16 kwietnia 1988                                   |
| (3915) Fukushima                                   | 15 sierpnia 1988                                   |
| (4263) Abashiri                                    | 7 września 1989                                    |
| (4557) Mika                                        | 14 grudnia 1987                                    |
| (4771) Hayashi                                     | 7 września 1989                                    |
| (5121) Numazawa                                    | 15 stycznia 1989                                   |
| (5174) Okugi                                       | 16 kwietnia 1988                                   |
| (5374) Hokutosei                                   | 4 stycznia 1989                                    |
| (6562) Takoyaki                                    | 9 listopada 1991                                   |
| (6707) Shigeru                                     | 13 listopada 1988                                  |
| (7828) Noriyositosi                                | 28 września 1992                                   |
| (8182) Akita                                       | 1 października 1992                                |
| (10117) Tanikawa                                   | 1 października 1992                                |
| (11280) Sakurai                                    | 9 października 1989                                |
| (11494) Hibiki                                     | 2 listopada 1988                                   |
| (11546) Miyoshimachi                               | 28 października 1992                               |
| (12746) Yumeginga                                  | 16 listopada 1992                                  |
| (13561) Kudogou                                    | 23 września 1992                                   |
| (13564) Kodomomiraikan                             | 19 października 1992                               |
| (14441) Atakanoseki                                | 21 września 1992                                   |
| (14443) Sekinenomatsu                              | 1 października 1992                                |
| (14901) Hidatakayama                               | 21 września 1992                                   |
| (17516) Kogayukihito                               | 28 października 1992                               |
| (22346) Katsumatatakashi                           | 28 września 1992                                   |
| (23465) Yamashitakouhei                            | 24 października 1989                               |
| (24757) 1992 VN                                    | 1 listopada 1992                                   |
| (35143) 1992 UF1                                   | 19 października 1992                               |

Masayuki Yanai (jap. 箭内政之 Yanai Masayuki; ur. 1959) – japoński astronom amator. Odkrył 27 planetoid wspólnie z Kazuo Watanabe.
W uznaniu jego zasług jedną z planetoid nazwano (4260) Yanai.